# Альфред Роденбюхер
Альфред Роденбюхер (нім. Alfred Rodenbücher; 29 вересня 1900, Шопфгайм — 29 березня 1979, Еммендінген) — німецький офіцер, группенфюрер СС, корветтен-капітан резерву крігсмаріне.

## Біографія
Син маляра. 10 жовтня 1916 року поступив на флот і був направлений на навчальні курси. З вересня 1917 року служив на крейсерах «Король Вільгельм» і «Фон дер Роон», а також на катерах 17-й торпедної напівфлотилії. Після закінчення Першої світової війни залишений на флоті, служив на лінійному кораблі «Ганновер» і на крейсері «Берлін». 25 вересня 1930 року вийшов у відставку. У 1930 році вступив у НСДАП, 15 червня 1931 року — в СС. З 15 червня 1931 року — керівник 1-го штурму 4-го штандарта СС, з вересня 1931 року — офіцер адміністрації 40-го штандарта СС в Кілі, з 18 жовтня 1931 року — керівник 40-го штандарта СС. З 10 вересня 1932 по 15 грудня 1933 року — керівник 14-го абшніту СС (Бремен), з червня 1933 — 8-го абшніта СС зі штаб-квартирою в Лінці. З вересня 1933 року — депутат Бременської міської ради. Один з організаторів австрійських СС: з 15 лютого по 9 вересня 1934 року очолював оберабшніт СС «Австрія», якому підпорядковувалися всі есесівські формування на території Австрії. Брав активну участь у спробі державного перевороту і вбивстві канцлера Енгельберта Дольфуса, яке скоїли підлеглі Роденбюхера. Після провалу перевороту був змушений втекти в Німеччину. У 1936 році обраний депутатом Рейхстагу. З 25 квітня 1939 по 30 квітня 1941 року — вищий керівник СС і поліції в Альпенланді зі штаб-квартирою в Зальцбурзі, одночасно з 1 червня 1939 по 15 травня 1941 року — керівник оберабшніта СС «Альпенланд». У лютому 1940 року в званні лейтенанта резерву пройшов службу на флоті. У травні-червні 1940 року — командир 2-ї роти «Лейбштандарт СС Адольф Гітлер». У червні 1941 року був призначений керівником СС і поліції в Латвії, але до виконання обов'язків так і не приступив, і наказ був скасований. З березня 1942 року — командир роти, з травня 1943 року — комендант порту при командувачі ВМС в Криму, з серпня 1943 року — офіцер для доручень при командувачі ВМС на Кавказі. З листопада 1943 по листопад 1944 року — офіцер штабу командування ВМС «Албанія». У березні 1945 року переведений в штаб командування ВМС в Норвегії. У травні 1945 року заарештований англійськими військами і поміщений в табір для військовополонених. У 1948 році звільнений.

## Звання
- Штурмбаннфюрер СС (вересень 1931)
- Штандартенфюрер СС (жовтень 1932)
- Оберфюрер СС (жовтень 1932)
- Группенфюрер СС (вересень 1934)
- Гауптштурмфюрер резерву військ СС (квітень 1940)
- Капітан-лейтенант резерву (лютий 1942)
- Корветтен-капітан резерву (квітень 1943)

## Нагороди
- Почесний кинджал СС
- Почесний кут старих бійців
- Почесний хрест ветерана війни з мечами
- Знак учасника зльоту СА в Брауншвейзі 1931
- Почесна шпага рейхсфюрера СС
- Кільце «Мертва голова»
- Медаль «У пам'ять 13 березня 1938 року»
- Медаль «У пам'ять 1 жовтня 1938»
- Залізний хрест
  - 2-го класу (1942)
  - 1-го класу (1944)
- Хрест Воєнних заслуг 2-го класу з мечами
- Медаль «За вислугу років у СС» 4-го, 3-го і 2-го ступеня (12 років)